# Paese (Italia)
Paese (IPA: /paˈeze/; Paese in veneto) è un comune italiano di 22 201 abitanti della provincia di Treviso in Veneto. Settimo della provincia per numero di residenti, il capoluogo conta 10 153 abitanti, il 45 % circa dell'intera popolazione comunale.

## Geografia fisica
Il capoluogo comunale si trova ad ovest di Treviso, ma gran parte del territorio si estende a nord, dove si trovano le altre quattro frazioni (la più settentrionale è Postioma, posta tra Musano di Trevignano e Merlengo di Ponzano Veneto).
L'altitudine minima è di 19 m s.l.m. e si ravvisa a sud del capoluogo, presso il confine con Quinto di Treviso; il punto di massima è di 70 m e si trova a nord, oltre Postioma e al confine con Volpago del Montello.
Per quanto riguarda l'idrografia, nella zona non scorrono corsi d'acqua di rilievo, ma vi è una grande quantità di rogge e fossati alimentati da un sistema di canali artificiali derivanti dal Piave (in particolare il canale della Vittoria di Ponente). Sul territorio ha competenza il consorzio di bonifica Piave.
Nel territorio comunale si trovano una decina di cave per l'estrazione della ghiaia, alcune delle quali ancora attive. Almeno la metà di queste raggiungono il livello della falda acquifera e sono dunque ricoperte d'acqua. Esaurita l'attività estrattiva per alcune cave è iniziato un progetto di riqualificazione, mentre altre sono state trasformate in discariche con conseguente degrado dell'area.

### Origini del nome
Secondo Carlo Agnoletti, il toponimo Paese, nei documenti antichi Paesium, deriva dal latino pagensis, termine indicante un luogo ai margini di un pagus, ovvero di un abitato. Non è chiaro quale fosse il centro in questione: forse era Quinto, dove si trovava una pieve di una certa importanza, se non la stessa Treviso.
Riguardo agli altri toponimi, anche Padernello sarebbe di origine latina, da padus, ovvero "pioppo". Postioma è in relazione alla via Postumia, la strada consolare che tuttora attraversa il paese. Porcellengo, invece, sarebbe da ricollegare all'allevamento dei maiali, oppure dalla storpiatura di pozzolongo, il che confermerebbe la tesi che in paese vi fosse un profondo e largo pozzo, come testimoniato da antiche fonti. Castagnole deriva chiaramente da castagno, specie arborea particolarmente diffusa nel territorio.

## Storia

### Dalle origini al periodo romano
La civiltà è comparsa nel territorio di Paese già in età preistorica, tuttavia le testimonianze più sicure della presenza umana risalgono ai Romani. La loro presenza in Veneto fu consolidata sul finire del II secolo a.C., con l'istituzione della Gallia Cisalpina e la fondazione della colonia di Aquileia.
A Paese, le tracce più evidenti sono rappresentate dalla via Postumia, che tuttora transita per Postioma, a cui si aggiunge l'organizzazione del territorio rurale secondo lo schema della centuriazione. Vanno poi citati i numerosi reperti ritrovati un po' ovunque, in particolare tombe e materiale da costruzione.

### Il medioevo
Il comune di Paese ha assunto l'attuale unità territoriale solo con le ultime variazioni amministrative, avvenute nel Novecento e per secoli le varie borgate del territorio hanno avuto una propria entità storica.
Nel medioevo la zona di Paese era legata al comune di Treviso e alla sua diocesi. L'organizzazione politica ed ecclesiastica del territorio sostanzialmente coincidevano: ciascun villaggio (la regola) dipendeva da una pieve, compresa a sua volta in uno dei quattro arcipretati trevigiani. L'attuale comune risultava smembrato nei due arcipretati di Cornuda e Quinto: al primo apparteneva la pieve di Postioma (con la regola di Porcellengo); all'altro le pievi di Istrana (con Marcelline e Padernello) e di Quinto stessa (con Paese, Castagnole, Sovernigo, Villa e Malzago). Da questa situazione si può dedurre che il centro più importante era allora Postioma, che era appunto sede di una chiesa matrice.
Questo tipo di organizzazione rimase quasi inalterata anche dopo l'annessione di Treviso alla Repubblica di Venezia, avvenuta nel corso del Trecento.

### La Serenissima
In questo periodo anche il territorio di Paese fu coinvolta nel fenomeno delle ville venete, di cui restano tuttora pregevoli esempi. Tra questi, spicca particolarmente casa Quaglia, edificio gotico del XV secolo considerato uno dei primi esempi del genere nel Trevigiano.
A partire dal XVIII secolo, Paese conosce un notevole periodo di sviluppo e Postioma, anche a causa dell'indebolimento dell'autorità religiosa, perse d'importanza.

### L'Ottocento
Dopo la caduta della Serenissima (1797), Paese seguì le sorti di tutto il Veneto passando dai Francesi agli Austriaci e poi di nuovo ai Francesi. Sotto Napoleone furono istituiti i primi comuni ma, dopo un periodo di caos amministrativo, si cercò di accorpare i paesi più piccoli sotto i centri maggiori, sicché Paese (con Carbonera, Melma e le attuali frazioni) fu annessa al comune di Treviso.
Il ritorno degli Austriaci (1815) vide l'istituzione del Regno Lombardo-Veneto e un nuovo riordino amministrativo: Paese, Santa Bona (Treviso) e Castagnole divennero frazioni di Monigo, mentre Postioma e Porcellengo furono sottoposte al nuovo comune di Padernello. Tuttavia, già pochi mesi dopo, Paese diventa sede comunale con frazioni Monigo e Castagnole.
Con l'annessione al Regno d'Italia vi fu un'ulteriore riforma amministrativa, che vide la soppressione del comune di Padernello e l'aggregazione del suo territorio a Paese (1º gennaio 1867).

### Le due grandi guerre
Agli inizi del '900 Paese era un comune sostanzialmente agricolo e poco popolato. La popolazione che viveva in condizioni igieniche abbastanza carenti era composta prevalentemente da coltivatori o allevatori. Allo scoppio della guerra Paese era a ridosso della zona di guerra, e nel territorio comunale posero sede numerose squadriglie (anche in località San Luca di Padernello (Paese)) e battaglioni.
Il campo di volo della squadriglia di Francesco Baracca fu allestito al confine tra Paese e Quinto.
Il 18 marzo 1918 arriva a Villa Onesti il XV Gruppo che resta fino al febbraio 1919.
Ma non si dimenticò povertà e malattie: la febbre spagnola mieté molte vittime anche a Paese. Al termine della guerra Monigo si aggregò al comune di Treviso, cosa non presa bene dall'amministrazione di Paese.
All'inizio della seconda guerra mondiale il comune era popolato da 8 000 residenti circa. Il comune ospitò 2 000 rifugiati, ma ne perse altrettanti che emigrarono, soprattutto in Canada. Il territorio subì quasi 60 attacchi aerei, che avevano l'obbiettivo di distruggere le piste di decentramento dell'aeroporto di Treviso in località Villa. Vennero bombardate anche le linee ferroviarie, soprattutto a Postioma.
Ennesimo capitolo doloroso fu la "Simmel" di Castagnole.
Essa era una fabbrica e un deposito di armi che fu più volte bombardata. Negli ultimi anni sono stati preparati progetti di recupero. Nel 1946 il referendum per la votazione della forma di governo evidenziò la personalità tradizionalista che aveva il comune: i 4 500 abitanti votanti del comune si divisero equamente, anche se i voti per la monarchia erano leggermente superiori a quelli per la repubblica.

### Il grande sviluppo degli ultimi anni
Abbandonata povertà e malasanità il comune iniziò la sua grande corsa verso sviluppo e modernità. Si è registrato in effetti un notevole incremento demografico: dagli anni cinquanta ad oggi la popolazione è più che raddoppiata. Tuttavia, anche l'industria è cresciuta particolarmente (a scapito dell'agricoltura) e, ancor di più, il settore terziario.
Altro problema attuale sono le cave. Sono in 29 nel territorio comunale, e tale cosa ha fatto recentemente scoppiare una raccolta di firme per fermarne lo scavo.

### Simboli
Lo stemma e il gonfalone sono stati concessi con decreto del presidente della Repubblica del 4 dicembre 1954.
Le spighe di grano rappresentano l'importante produzione cerealicola del comune; le cinque stelle invece rappresentano Paese e le sue quattro frazioni.
Il gonfalone è un drappo partito di bianco e di giallo.

## Monumenti e luoghi d'interesse

### Architetture religiose

#### Chiesa arcipretale di San Martino Vescovo

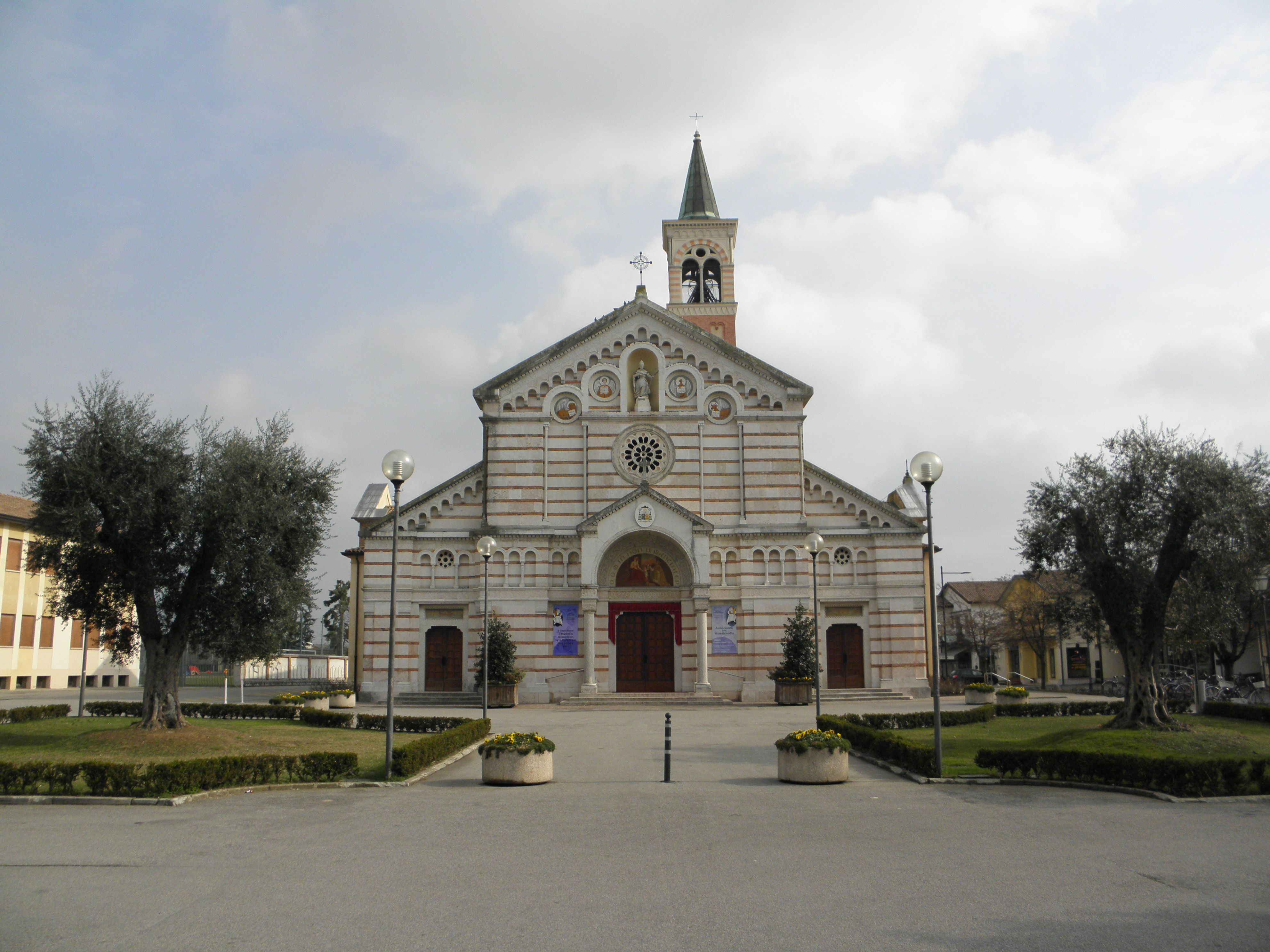
La chiesa arcipretale di San Martino Vescovo.

L'origine della chiesa risale all'inizio del XV secolo quando l'edificio era ad una sola navata di stile romanico. Nel 1603 la chiesa venne riedificata addossata al campanile. Al secolo successivo risalivano il presbiterio, il soffitto decorato a stucco e gli affreschi di Sebastiano Santi. Nel 1793 fu dichiarata arcipretale, mentre subiva altri lavori di ampliamento e riedificazione. Nel 1918 venne quasi completamente riedificata su progetto dell'architetto Melchiori che la trasformò in un grande edificio a tre navate con una imponente facciata in marmo realizzata nel 1957.

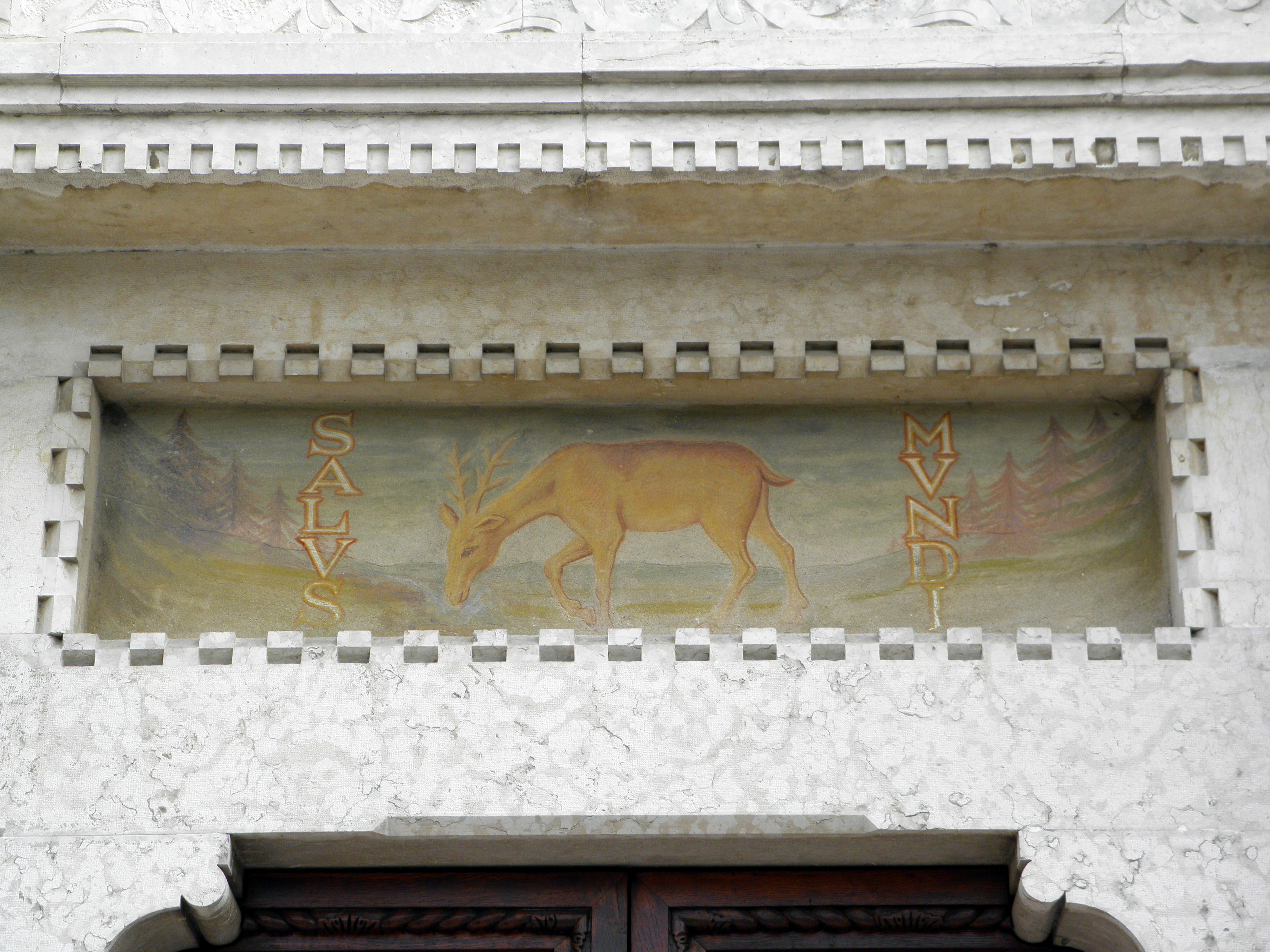
immagine della chiesa

 Nell'altar maggiore è presente la Pala di San Martino, olio su tavola quattrocentesco di Gerolamo Pennacchis senior di Treviso. Ai lati del coro sono posti due affreschi di Gian Maria Lepscky risalenti al 1946. Nella navata destra è presente l'altare nel quale riposa San Romano diacono e martire e un altare del Rosario del 1580. Nel soffitto, la Gloria di San Martino di Berto Rossato, mentre in controfacciata è posto un quadro di Antonio Beni. Il fonte battesimale apparteneva alla vecchia chiesa di Possagno in cui fu battezzato Antonio Canova. Organo a canne: esisteva un piccolo organo Pugina ad un manuale. Questo piccolo strumento trasformato a due manuali ora si trova nel duomo di Macerata) sostituito nel 1979 da uno strumento a due manuali costruito dal maestro del coro Silvano Girotto e dal figlio Alessandro con 25 registri, disposto su due manuali che da circa 10 anni è stato smontato a seguito dei lavori eseguiti per la consolidazione del tetto della chiesa. e non più rimontato

### Architetture civili e piazze
- le grandi strutture Casa Quaglia, costruzione gotica sita nell'attuale via Roma risalente al XV secolo, risulta una delle più antiche architetture di villa presenti nella provincia di Treviso.
- Casa Perotto, edificio risalente al 1700, era probabilmente posto in un centro di un nucleo di case prevalentemente di carattere rurale.
- Villa Algarotti-Quaglia (Prima metà del XVI secolo). Complesso sito nell'attuale via Roma sorto nel Cinquecento ma in seguito ampiamente rimaneggiato, costituito dalla villa padronale e provvisto di parco di gusto ottocentesco, dalla barchessa con adiacenze rustiche, dalla cappella gentilizia e dalla serra.

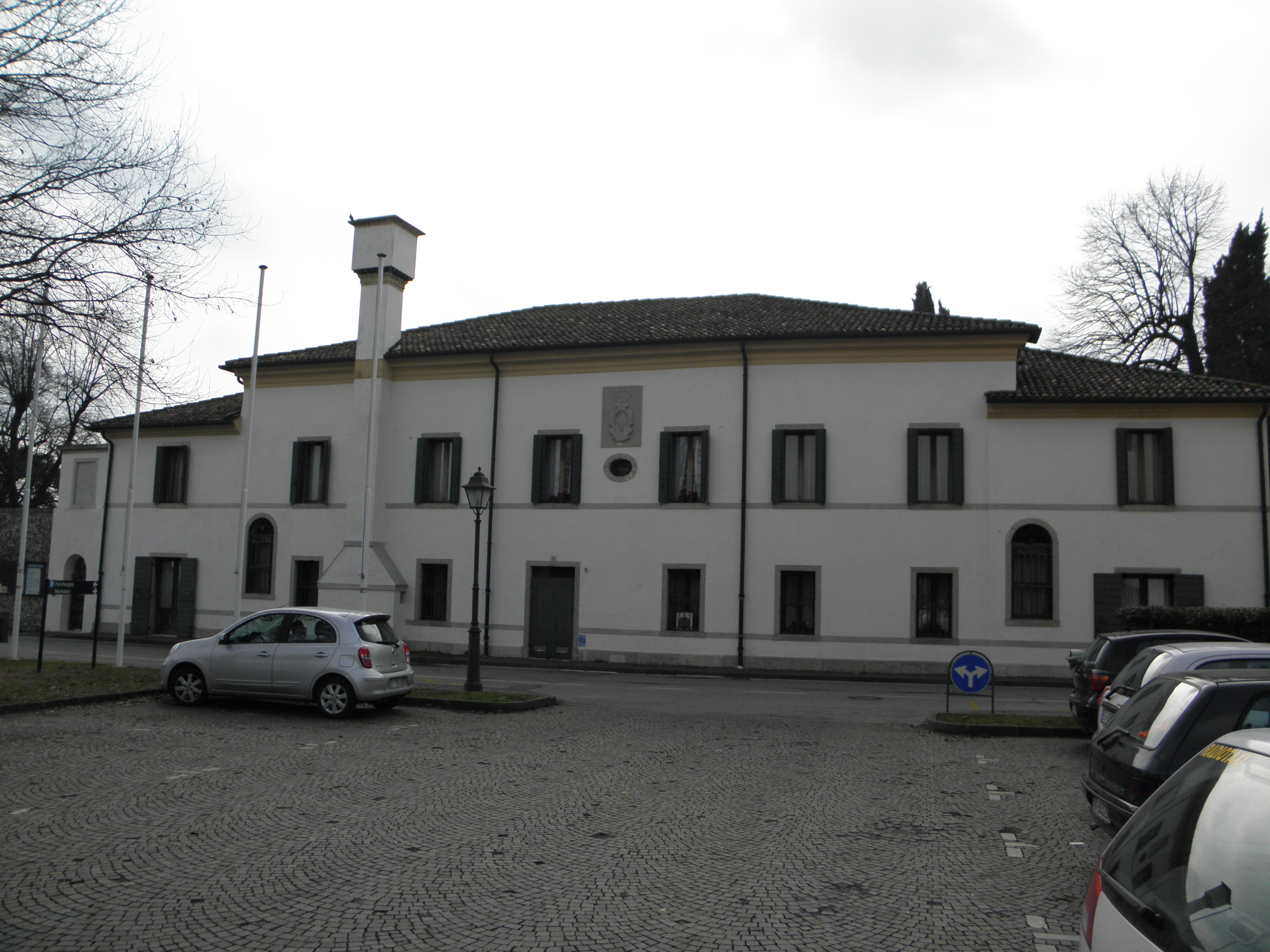
Vista posteriore di Villa "La Quiete"

- Vista posteriore di Villa "La Quiete"Villa "La Quiete", nato come casino di campagna, divenuto in seguito sede municipale. Il complesso ha inglobato la cappella gentilizia della precedente struttura, oratorio dedicato alla Maternità di Maria Vergine.
- Villa Gobbato-Dalla Riva, dimora storica del XIX secolo, presenta una lunga barchessa porticata e un grande parco recintato con pini marittimi. Attualmente è sede delle scuole elementari locali e sede didattica.
- Villa Onesti Bon, edificio risalente al XVIII secolo, il complesso presenta un importante corpo centrale è un parco colmo di essenze arboree. Sul luogo dell'attuale villa sorgeva la villa del "timpano arcuato", raffigurata in un dipinto del Guardi. La cappella annessa alla villa contiene le tombe dei baroni Onesti, nel sud del paese.
- Villa Panizza, risalente al XIX secolo è ubicata presso il centro comunale. Viene generalmente utilizzata per eventi di diverso genere.
- piazza mons.andreatti, principale piazza di paese dove sorge la chiesa di San Martino vescovo di tuors e dove c'e la via che porta alla villa Panizza.
- piazza quaglia, la 2 principale di Paese per grandezza e importanza e dove si trova casa quaglia.
- piazza dell'emigrante, dove parte la via che arriva in piazza mons.andreatti.

## Società

### Evoluzione demografica
Abitanti censiti

### Etnie e minoranze straniere
Al 31 dicembre 2023 gli stranieri residenti nel comune erano 1 671, ovvero il 7,83 % della popolazione.
Di seguito sono riportati i gruppi più consistenti:
1. Cina 360
2. Romania 270
3. Kosovo 219
4. Albania 175
5. Moldova 86
6. Marocco 83
7. Nigeria 47
8. Ucraina 42

## Geografia antropica

### Frazioni

#### Castagnole
Castagnole (3 959 ab.) è la maggiore frazione del comune. Sorge a nord-est del capoluogo, confinando con Postioma e Porcellengo (a nord-ovest), con Merlengo di Ponzano Veneto (a nord-est) e con alcuni sobborghi di Treviso ad est (Santa Bona, Monigo). Comprende anche la località Borgo Economia, a nord-ovest.
Attraversa il centro la SP 100 "di Montebelluna" (via gen. G.Piazza) che collega Montebelluna a Treviso. A nord invece transita la Feltrina, lungo la quale si è formata una zona industriale.
La parrocchiale di San Mauro si trova nell'omonima piazza e risale al XVIII secolo.
Dista dal capoluogo 2,5 km.

#### Padernello
Padernello, (3 048 ab.) si trova ad ovest di Paese, poco prima di Istrana. Si suddivide in tre località: San Lorenzo (il maggiore, attorno alla parrocchiale), San Gottardo (a sud) e San Luca (a nord).
Per il centro passa la SP 128 "Capitello" (via Ortigara-via Trento), che la collega a Postioma, e la SR 53 "Castellana", che collega Treviso a Castelfranco Veneto.
La parrocchiale di San Lorenzo risale al XVIII secolo; al suo interno si possono ammirare la splendida pala dell'altare maggiore (restaurata nel 2012 in occasione del trecentesimo anniversario della chiesa) e "La Crocifissione" di Sebastiano Ricci. Si narra che prima di intraprendere l'ultimo volo Baracca si fermò a pregare proprio in questa chiesa. Da ricordare anche il tempietto di San Luca, della metà del XII secolo (citata nella bolla papale Justis Fratrum) e la chiesetta di San Gottardo, originaria del XVIII secolo ma più volte ampliata e rimaneggiata.
San Lorenzo dista dal capoluogo 2,5 km, e anche il quartiere San Gottardo invece San Luca circa 3 km.

#### Postioma
Postioma (3 020 ab.) è il più vecchio abitato del comune, avendo origini romane, attraversato da due importanti strade di antiche origini: la Postumia e la Feltrina
La vecchia chiesa risale al Seicento, ma attualmente la parrocchia ha sede in un altro luogo di culto, degli inizi del Novecento.
Dista da Paese oltre 6 km.

#### Porcellengo
Porcellengo (1 441 ab.), si trova a nord del capoluogo.
Da ricordare la chiesa, risalente alla metà dell'Ottocento, villa Ferretti, con l'oratorio ottocentesco, restaurata da Camillo Favaretto nel 1927 e villa Olivotti, di proprietà comunale e anche questa costruita nell'Ottocento e restaurata con la supervisione di Favaretto nel 1929.
Dista dal capoluogo 3.6 km

### Variazioni territoriali
La circoscrizione territoriale ha subito le seguenti modifiche: nel 1920 distacco della frazione Monigo aggregata al comune di Treviso (Censimento 1911: pop. res. 1 333).

## Cultura

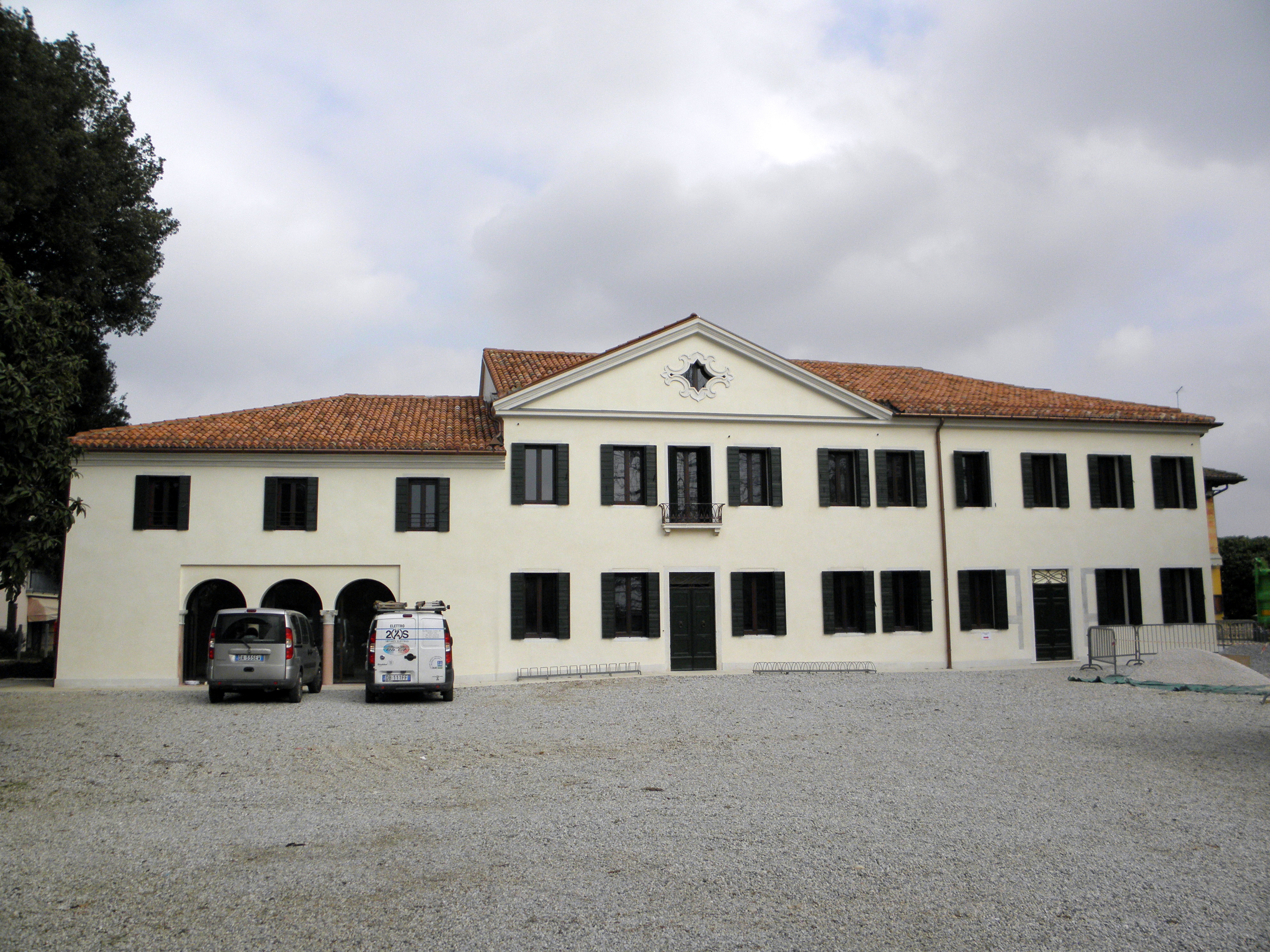
Villa Panizza, sede dell'auditorium comunale

### Istituzioni culturali
Nel comune sono presenti diverse istituzioni culturali, tra le quali la biblioteca comunale, posta all'interno del complesso di Villa "Le quiete", il Cinema "Teatro Manzoni", il centro civico ricreativo di Castagnole, l'Auditorium di Villa Panizza.

### Istruzione
Nel comune vi sono sei scuole primarie, un istituto di scuola secondaria di primo grado e cinque scuole dell'infanzia.

### Eventi
- Sagra di San Lorenzo, presso la frazione Padernello, offre stand gastronomici e intrattenimento musicale.
- Sagra di San Gottardo, presso la frazione Padernello, offre stand gastronomici e piatti tipici della tradizione culinaria veneta.
- Festa di San Giorgio, festeggiata in aprile, presso la frazione Postioma, è celebrata in onore di San Giorgio Martire.
- Tradizionale Sagra di Castagnole, sagra presso l'omonima frazione.
- Paese in Rosa, rassegna tradizionale organizzata dall'assessorato alla Cultura e dall'assessorato alle Pari Opportunità del Comune di Paese. L'obiettivo principale è promuovere la cultura, la salute e le pari opportunità attraverso una varietà di eventi che coinvolgono la comunità locale.[23][24]

## Infrastrutture e trasporti
Il comune è attraversato da due importanti strade e da due ferrovie.

### Strade
- La strada statale 53 Postumia detta anche "Castellana" attraversa Paese passando tangente al centro e proseguendo per Villa e poi Padernello. Questa è la strada più importante che collega il centro di Paese a Treviso e ad altri comuni della provincia.
- La strada statale 348 Feltrina attraversa il comune nelle frazioni di Castagnole e Postioma.

### Ferrovie
Il comune, seppure abbia una modesta dimensione sia geografica che demografica, possiede tre stazioni ferroviarie sul suo territorio comunale.

La principale è la stazione di Paese lungo la direttrice ferroviaria Treviso-Vicenza. Questa è la stazione più importante ed è la più vicina al centro del capoluogo comunale. Collega Paese a Treviso (in soli cinque minuti) e altre località fra le province di Treviso, Padova e Vicenza. Ha un modesto traffico durante le ore di punta, è dotata di due binari passanti e di un fabbricato viaggiatori dismesso.

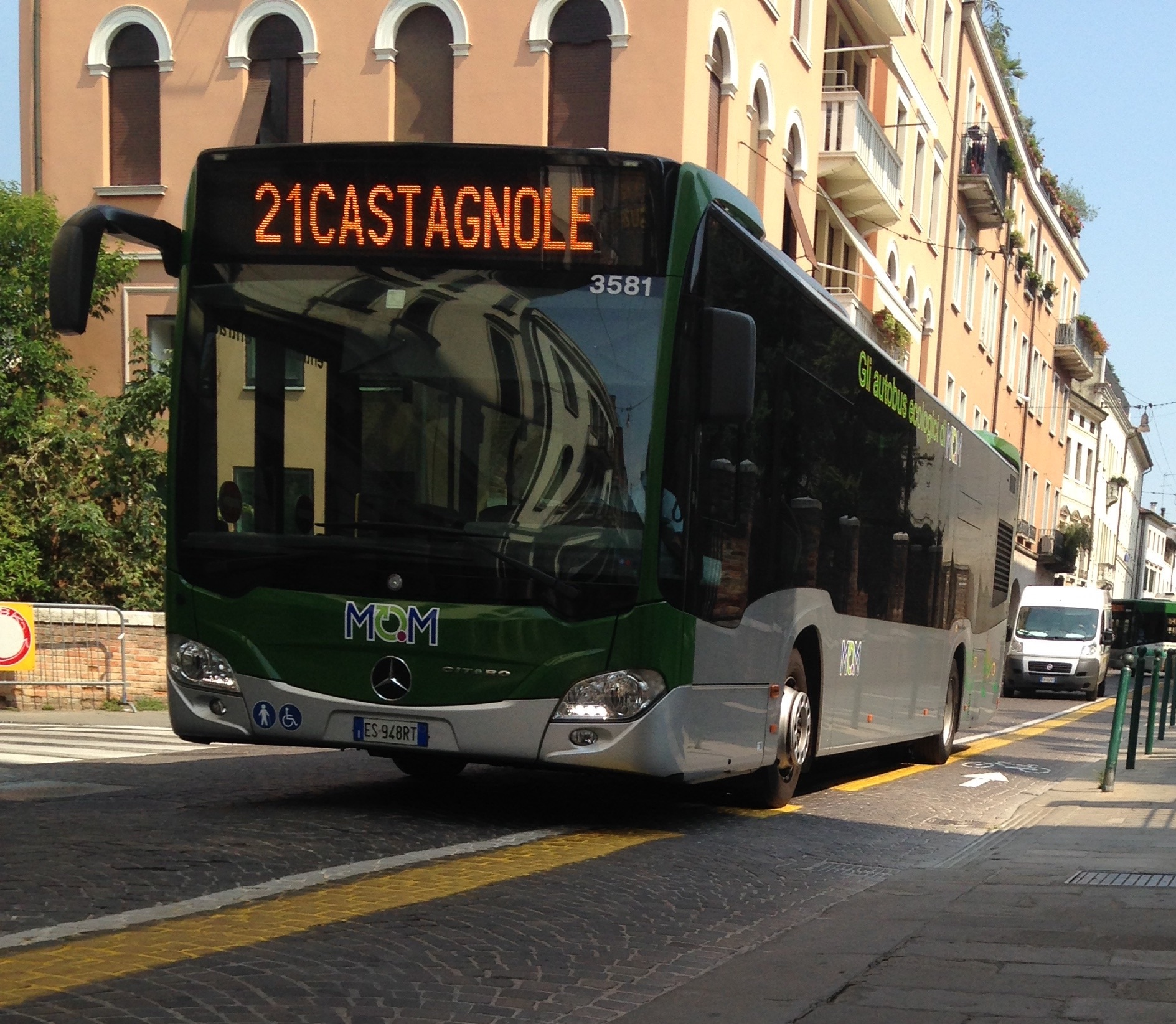
Autobus di MOM diretto a Castagnole.

La seconda stazione è quella di Postioma, situata appena fuori la frazione. Si trova lungo la ferrovia Montebelluna-Treviso e qui fermano tutti i regionali diretti a Treviso, Montebelluna e Feltre. La stazione è dotata di due binari dove possono avvenire precedenze e vengono utilizzati entrambi.
La piccola stazione di Paese-Castagnole, molte volte confusa con quella di Paese, si trova come quella di Postioma lungo la direttrice Montebelluna-Treviso. Questa è la stazione più piccola ed è servita da un solo binario passante. Fermano solo pochi regionali diretti a Treviso e Montebelluna. Il traffico è modesto.

### Mobilità urbana
A Paese è riservata la Linea urbana 11 di MOM (ex ACTT), che unisce il comune con il centro e la Stazione FS di Treviso. Durante la giornata sono effettuate delle corse prolungate verso Padernello.
Castagnole è servita dagli autobus della Linea urbana 21 di MOM, che la collegano con la Stazione FS ed il centro di Treviso. Alcune corse sono prolungate verso Paese, ed effettuano capolinea presso la chiesa di Paese.

## Amministrazione

### Sindaci dal 1946
| 1946           | 1958           | Luigi Zanoni      | Democrazia Cristiana | Sindaco |                |                                                  |                |                |                     |           |         |  |
| 1958           | 1975           | Vittorio Zanatta  | Democrazia Cristiana | Sindaco |                |                                                  |                |                |                     |           |         |  |
| 1975           | 19 luglio 1990 | Angelo Pavan      | Democrazia Cristiana | Sindaco |                |                                                  |                |                |                     |           |         |  |
| 19 luglio 1990 | 8 maggio 1995  | Giuseppe Mardegan | Democrazia Cristiana | Sindaco |                |                                                  |                |                |                     |           |         |  |
| 8 maggio 1995  | 28 giugno 2004 | Virgilio Pavan    | Lega Nord            | Sindaco | 28 giugno 2004 | 20 giugno 2009 Valerio Mardegan (Ulivo) Sindaco- | 28 giugno 2009 | 22 giugno 2019 | Francesco Pietrobon | Lega Nord | Sindaco |  |
| 22 giugno 2019 | In carica      | Katia Uberti      | Lista civica         | Sindaco |                |                                                  |                |                |                     |           |         |  |

## Sport
Le principali squadre di calcio della cittadina erano la società U.S. Paese 1945 Calcio, nata nel 1945, militante in Prima Categoria,  A.C. Castagnole 1986, fondata nel 1986. A settembre 2016 U.S. Paese e A.C. Castagnole si sono unite formando l'A.S.D. Città di Paese, partendo dalla Prima Categoria grazie al titolo dell'U.S. Paese. Disputa gli incontri a Porcellengo.
Le altre squadre di calcio sono: U.S. Postioma Calcio, fondata nel 1972, che gareggia in Seconda Categoria e la società G.S. Padernello, nata nel 1965, che disputa la Seconda Categoria.
Il Futsal Postioma è la principale squadra di calcio a 5 presente nel territorio comunale. La società è nata nel 2004 e milita nella Serie D provinciale del campionato FIGC.
L'unica squadra di basket di Paese è il Basket Paese, fondata nel 2016 dopo la scissione dalla società Polisportiva Paese 81 che gestisce attualmente il Volley Paese, milita in serie D nel campionato regionale del Veneto.
Il Rugby Paese, nato nel lontano 1956, è una solida realtà sportiva del territorio comunale soprattutto a livello minirugby. Attualmente la squadra Seniores milita nel campionato nazionale Serie A.